# David Kenneth Fieldhouse
David Kenneth Fieldhouse (* 7. Juni 1925; † 28. Oktober 2018) war ein britischer Historiker, der sich mit (britischer) Kolonialgeschichte (Commonwealth) befasste und speziell deren Wirtschaftsgeschichte.
Er ging in Cheltenham zur Schule und studierte am Queen’s College der University of Oxford. Ab 1950 lehrte er am Haileybury College und 1953 wurde er Lecturer an der University of Canterbury in Neuseeland. 1958 wurde er Beit Lecturer für Geschichte des Commonwealth an der Universität Oxford und ab 1981 lehrte er an der University of Cambridge, wo er Fellow des Jesus College wurde und bis zu seiner Emeritierung 1992 Vere Harmsworth Professor of Imperial and Naval History war. Seit 1996 war er Mitglied der British Academy.

## Schriften
- Die Kolonialreiche seit dem 18. Jahrhundert (= Fischer Weltgeschichte. Bd. 29). Aus dem Englischen übersetzt von Günter Schütze. Fischer-Taschenbuch-Verlag, Frankfurt am Main 1965, (In englischer Sprache: The Colonial Empires. A Comparative Survey from the Eighteenth Century (= The Weidenfeld and Nicolson Universal History. 29, ZDB-ID 1404253-8). Weidenfeld and Nicholson, London 1966).
- Economics and Empire, 1830–1914. Weidenfeld and Nicholson, London 1973, ISBN 0-297-99494-8.
- Unilever overseas. The anatomy of a multinational 1895–1965. Croom Helm, London 1978, ISBN 0-85664-805-1.
- Colonialism, 1870–1945. An Introduction. Weidenfeld and Nicolson, London 1981, ISBN 0-297-77873-0.
- Black Africa, 1945–80. Economic Decolonization & Arrested Development. Allen & Unwin, London u. a. 1986, ISBN 0-04-325017-3.
- Merchant Capital and Economic Decolonization. The United Africa Company, 1929–1987. Clarendon Press, Oxford u. a. 1994, ISBN 0-19-822625-X.
- The West and the Third World. Trade, colonialism, dependence, and development. Blackwell, Oxford u. a. 1999, ISBN 0-631-19438-X.
- Western Imperialism in the Middle East, 1914–1958. Oxford University Press, Oxford u. a. 2006, ISBN 0-19-928737-6.